# Um Bairro Distante
Um Bairro Distante (Quartier Lointain, título original), é um filme franco-alemão produzido em 2010 que conta a história de um desenhista de quadrinhos que viaja ao passado para tentar impedir o desaparecimento do pai. Foi baseado na obra do artista japonês Jiro Taniguchi, cujo título é Haruka na Machi e.

## Sinopse
Thomas Verniaz é um desenhista de quadrinhos com mais de 50 anos de idade e em crise de criatividade. Não consegue dar rumo aos seus personagens e também vive num lar infeliz. Ao retornar para Paris de uma feira do seu ramo, Thomas pega o trem errado e acaba indo parar na sua cidade natal, no interior francês. Lá, obtém a informação de que o próximo trem para Paris vai demorar várias horas, então resolve dar uma volta por alguns pontos da cidade. Encontra um amigo de infância que lhe mostra sua antiga casa, fechada e abandonada desde quando ele deixou a cidade, pouco após o falecimento de sua mãe, em 1975. Verniaz então decide ir até o cemitério, onde ela está enterrada. Aos poucos, narrando fatos do passado, ele expõe que seu pai Bruno - um alfaiate - abandonou a família em 1967 tomando rumo desconhecido e jamais tendo retornado ou dado notícias sobre seu paradeiro. Anna, sua mãe, nunca conformou-se com o fato e acabou morrendo de tristeza poucos anos adiante. Thomas nunca entendeu os motivos de seu pai, segundo ele mesmo descreve e gostaria de poder voltar ao passado para impedir tudo isso de ocorrer. Debaixo de Sol forte, no cemitério, ele passa mal e desmaia. Acorda instantes depois e estranha suas mãos, sua roupa e seu corpo. Ao retornar para a cidade, se vê espelhado numa vidraça e toma ciência de que retornou ao passado e é o adolescente de 40 e poucos anos antes. Ele se choca e emociona-se ao reencontrar o pai a mãe, a irmã pequena, os amigos e seu cachorro. Certo de que tudo não passa de um sonho, ele deita-se à noite e conversa com seu animal de estimação, dizendo estar contente por tudo aquilo, mas ciente de que é um sonho e tudo terá passado pela manhã.
Ao acordar no dia seguinte, Thomas se dá conta de que permanece em 1967, com 14 anos. Tem, então, de encarar o dia-a-dia normal de sua época. Vai à escola, reencontra os amigos e sua paixão platônica, Sylvie Dumontel, menina por quem nunca expressou seus sentimentos, porém jamais esqueceu. Os dias vão se passando e, ciente de tudo o que já se passou em sua vida, Thomas tenta alterar algumas coisas, como dar mais atenção à sua mãe, aproximar-se de seu pai e investir em seu amor por Sylvie. Ao analisar melhor o cotidiano da família, ele descobre que seus pais não eram completamente felizes e unidos como ele imaginava. Através de sua avó, Thomas descobre que sua mãe era noiva de outro homem no passado; o melhor amigo de Bruno, seu pai; que morreu durante a 2.ª Guerra Mundial. A morte do amigo aproximou seu pai e sua mãe, que acabaram se casando. Sem conseguir estabelecer uma conversa mais aberta com o pai, Thomas observa certa aflição em seus olhos. Tenta então desvendar o mistério por conta própria, seguindo seu pai nas eventuais entregas de roupas à clientes. Então descobre que há outra mulher, doente num sanatório. Ela morre pouco depois de conversar com Thomas, que fica ainda mais confuso com tudo aquilo.
Na noite seguinte à morte da mulher, Thomas é visitado em seu quarto por seu pai, que fala poucas palavras, envoltas em diversos sentimentos como amargura, angústia e incertezas sobre a vida. No dia seguinte, é chegado o momento da celebração do aniversário de 40 anos do pai - época exata em que ele sumiu. Tomado pelo desespero, Thomas passa o dia atento a todos os movimentos do pai e num lapso de distração à noite, percebe que ele se foi. Então pega sua bicicleta e vai à estação de trem - onde a polícia havia informado a família que Bruno foi visto pela última vez. Lá ele encontra o pai, prestes a embarcar num trem para Paris. Pede então desesperadamente que o pai reavalie a situação e não vá. Conta detalhes do futuro, como a falência da alfaiataria, a tristeza e morte da mãe e suas próprias amarguras em nunca mais rever o pai. Mas Bruno está decidido e diz à Thomas que deveria ter feito isto há mais tempo, que a situação em si é insustentável e que o aperto que ele tem no peito é muito forte. Ele então embarca e vai embora, deixando o jovem Thomas tomado pelo inconformismo. Ele então retorna para casa, onde sua mãe questiona o sumiço inexplicado do marido na noite de seu aniversário, buscando desculpar o evento como uma saída com amigos, coisas de homem. Thomas então diz que o pai não retornará e pede à mãe que o esqueça e não se torture por ele - numa clara alusão à sua tentativa de evitar a morte dela por tristeza.
Ao final, Thomas dirige-se ao cemitério, cuja sepultura de sua família ainda está vazia. Lá desmaia e acorda no presente, encontrando a sepultura de sua mãe, com a mesma data de morte. Ele então vai embora, pega o trem para Paris e andando nas ruas da capital francesa, encontra um homem - já bem velho - parecido com seu pai. Eles apenas se cruzam no caminho, mas Thomas fica pensativo quanto a quem poderia ser aquele senhor. Ele chega então à sua casa, onde vê sua esposa e filhas arrumando a mesa para o jantar.

## Elenco
- Pascal Greggory : Thomas Verniaz, adulto
- Alexandra Maria Lara : Anna Verniaz, ex-Zorn
- Jonathan Zaccaï : Bruno Verniaz
- Léo Legrand : Thomas Verniaz, adolescente
- Laura Martin : Sylvie
- Laura Moisson : Corinne
- Pierre-Louis Bellet : Rousseau
- Tania Garbarski : Nelly
- Laurence Lipski : Rachel
- Louis Bianchi : Godin adolescente
- Théo Dardenne : Chabrot
- Augustin Lepinay : Jules
- Pauline Chappey : Emma
- Juliette Lembrouk : Alice
- Charlie Dupont : Controlador do trem
- Jacques Berenbaum : Professor de latim
- Odile Mathieu : Professora de matemática
- Patrick Zimmermann : Dr Dumontel
- Evelyne Didi : avó Yvette
- Lionel Abelanski : Godin adulto

## Produção
Um Bairro Distante é baseado na obra de Jirō Taniguchi, chamado Haruka-na machi e, que conta uma história similar, com final aberto. O diretor Garbarski quis dar ao filme um tom saudosista, utilizando paisagens bucólicas e uma trilha sonora composta especialmente para o filme, com melodias nostálgicas e profundas.

## Recepção
Divulgado apenas na Europa, o filme não teve reprodução em grande circuito no Brasil.

## Crítica
Diversos veículos da mídia européia, especialmente francesa, consideraram Um Bairro Distante como bom, profundo, nostálgico, melancólico e emocionante.